# Heggenschaar

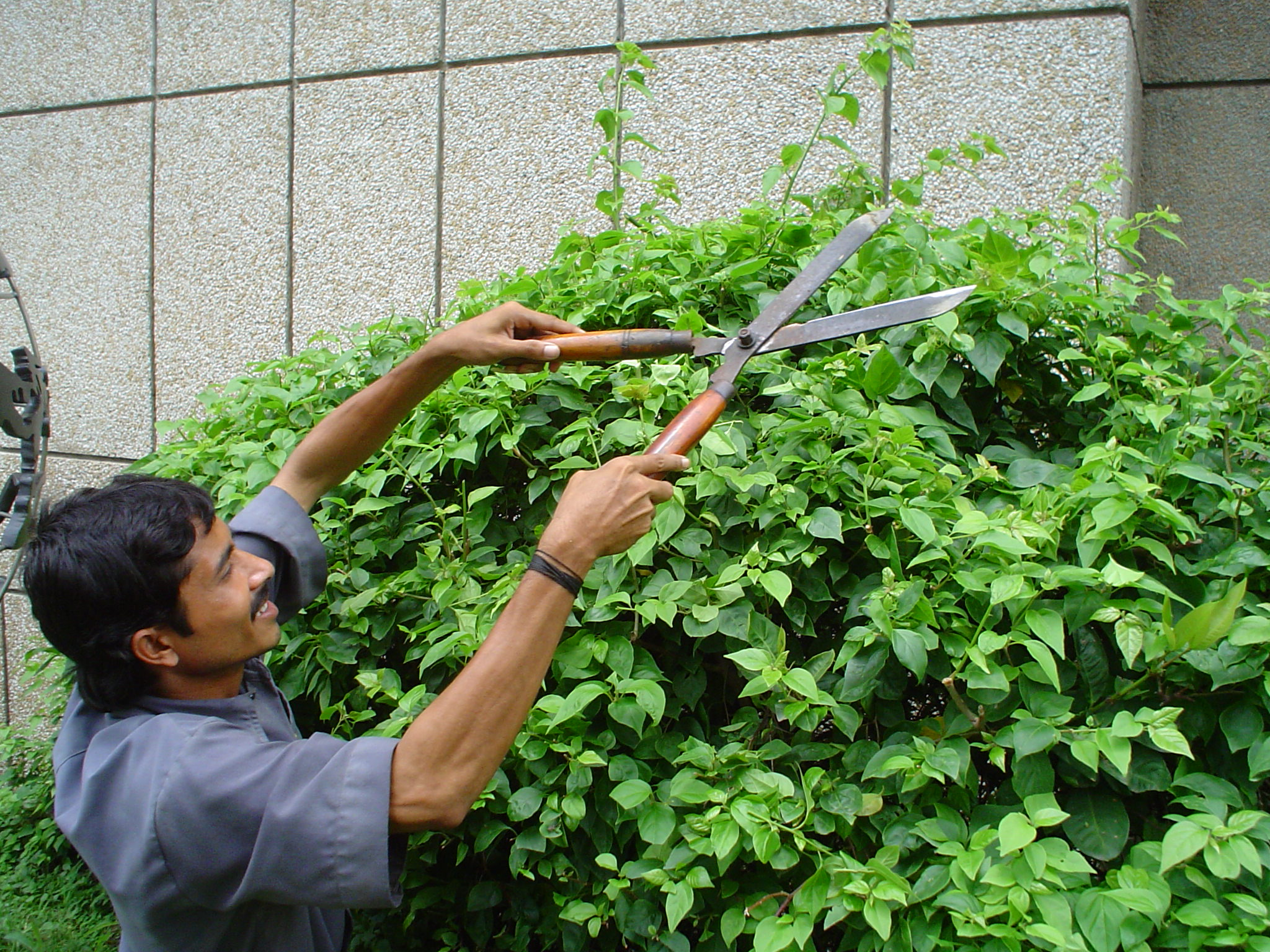
Het handmatig snoeien van een struik

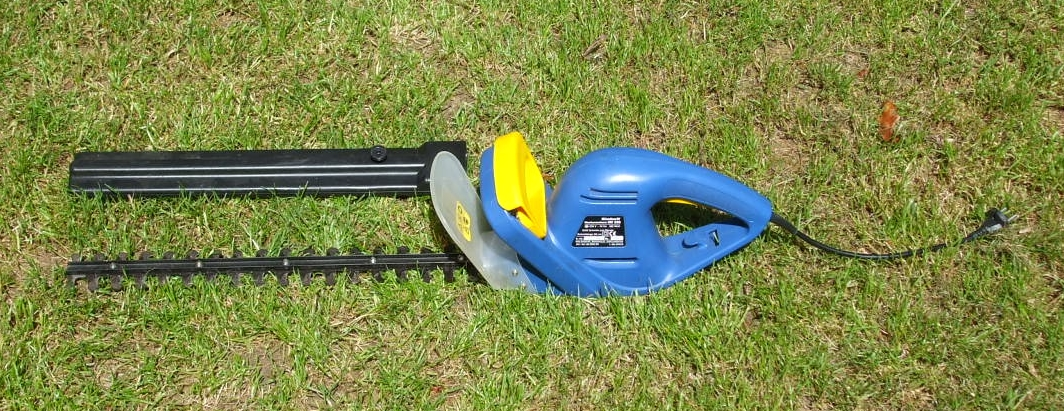
Elektrische heggenschaar

Een heggenschaar of haagschaar is een stuk tuingereedschap dat gebruikt kan worden om een heg te snoeien. Door een heg regelmatig te snoeien kan deze in model worden gebracht. Behalve vlak kan er in allerlei modellen worden gesnoeid.
Van oudsher zijn er de heggenscharen waarmee handmatig wordt gesnoeid. Deze handscharen zijn verkrijgbaar met verschillende meslengtes. Er zijn ook modellen met uitschuifbare handgrepen waardoor het bereik wordt vergroot. De schaar kan voorzien zijn van rechte messen, of messen met een golfsnede. Rechte messen zijn geschikt voor het knippen van zachte twijgen en takken. Zijn deze vooral hard dan gebruikt men een schaar met gegolfde messen. Hiermee wordt voorkomen dat takken en twijgen tussen de messen doorglijden.
De meeste heggenscharen worden door een motor aangedreven. Er zijn elektrische heggenscharen met een snoer of met een accu. Daarnaast zijn er heggenscharen met een benzinemotor. Voor het snoeien van hoge heggen kan een telescopische heggenschaar worden gebruikt. Deze machine is voorzien van een uitschuifbare steel zodat er geknipt kan worden zonder gebruik te maken van een ladder.
Een heggenschaar is niet geschikt om dikke takken mee te knippen, daarvoor is een takkenschaar nodig, eventueel met in lengte verstelbare benen. Voor nog dikkere takken voldoet meestal een takkenzaag of een kettingzaag.
Bij bepaalde planten, zoals coniferen, is het snoeien met behulp van een heggenschaar niet de beste manier. Door ieder jaar te snoeien met de heggenschaar ontstaat er een dichte maar dunne groene buitenkant, waardoor weinig licht komt. Bij vorst en wind kan die groene buitenkant gemakkelijk bruin worden. Beter is het om de coniferen met de hand terug te snoeien. Ook bij groenblijvende heesters, zeker bij soorten met een groot blad, is een snoeischaar een alternatief. Daarmee wordt minder blad beschadigd.